# Memecylon pteropus
Memecylon pteropus är en tvåhjärtbladig växtart som beskrevs av Elmer Drew Merrill. Memecylon pteropus ingår i släktet Memecylon och familjen Melastomataceae. Inga underarter finns listade i Catalogue of Life.